# Калининское сельское поселение (Мясниковский район)
Калининское сельское поселение — муниципальное образование в Мясниковском районе Ростовской области.
Административный центр поселения — хутор Калинин.

## Административное устройство
В состав Калининского сельского поселения входит 1 населённый пункт:
- хутор Калинин.

## Население
| 2010  | 2012  | 2013  | 2014  | 2015  | 2016  | 2017  |
| ----- | ----- | ----- | ----- | ----- | ----- | ----- |
| 3767  | ↗3775 | ↗3905 | ↗4013 | ↗4129 | ↗4152 | ↗4222 |
| 2018  | 2019  | 2020  | 2021  |       |       |       |
| ↗4284 | ↗4330 | ↗4409 | ↗4430 |       |       |       |